# Walter Garrone
Walter Alberto Garrone (Leones, Córdoba, 14 de febrero de 1948) es un entrenador argentino de baloncesto. Su trabajo al frente de la Asociación Deportiva Atenas contribuyó para que el club cordobés conquistase importantes títulos nacionales e internacionales. También fue entrenador de la selección de baloncesto de Argentina en 1992 y, más recientemente, colaboró con el desarrollo de baloncesto para ciegos en su país.

## Biografía
Profesional en el área de la educación física, en 1970 comenzó su relación con las dos instituciones con las que se identificaría toda su vida: la Asociación Deportiva Atenas y la Escuela Superior de Comercio Manuel Belgrano. Entrenó a Atenas en todas sus divisiones y categorías, desde los equipos infantiles que jugaban en torneos de minibasket hasta el plantel profesional que disputó la Liga Nacional de Básquet y el Campeonato Sudamericano de Clubes -con este último obtuvo importantes títulos como las ediciones 1987, 1988 y 1990 de la LNB, y el Sudamericano de Clubes de 1993. En total dirigió al equipo superior de Atenas en 325 partidos, de los cuales ganó 222 y perdió 103. 
Muy respetado en el ámbito del baloncesto de alta competición de Argentina, también participó del Juego de las Estrellas de la Liga Nacional de Básquet en 1989 y 1990. Sin embargo su mayor mérito como entrenador fue la conducción de la selección de baloncesto de Argentina en el Torneo de las Américas de 1992, donde a su país le tocó enfrentar al Dream Team. Asimismo Garrone fue en varias ocasiones el director técnico de los seleccionados de Córdoba que compitieron en el Campeonato Argentino de Básquet, tanto mayores como juveniles. 
La relación de Garrone con Atenas llegó a su fin en 1994, pero el entrenador continuó ligado al baloncesto al frente de los equipos masculinos y femeninos de la Escuela Belgrano. 
 Fue Director Provincial de Deportes durante la gobernación de Ramón Mestre de 1995 a 1999 y trabajó después un tiempo en la Agencia Córdoba Deportes como coordinador del área de baloncesto. En ese periodo como funcionario público pudo organizar las ligas estudiantiles, un importante campeonato de baloncesto juvenil. 
Garrone también se desempeñó como asesor de la Federación de Basquetbol de la Provincia de Córdoba y director de la Escuela Nacional de Entrenadores de Basquetbol de Argentina (ENEBA). 
A partir de 2009 comenzó a involucrarse en el baloncesto para ciegos, lo que lo impulsó a, por un lado, trabajar en la adaptación del deporte para hacerlo apto para la gente con discapacidad visual y a, por el otro, promover la práctica de esa versión del baloncesto entre niños, jóvenes y adultos. En agosto de 2020 aceptó dirigir al departamento de baloncesto adaptado de la Confederación Argentina de Básquetbol, donde además de trabajar con atletas ciegos, trabaja con atletas sordos y en sillas de ruedas.

## Palmarés
- Asociación Deportiva Atenas:
  - Liga Nacional de Básquet: 1987, 1988 y 1990
  - Campeonato Sudamericano de Clubes: 1993